# Blaberus atropos
Blaberus atropos es una especie de insecto blatodeo de la familia Blaberidae. Comparte con el resto de sus congéneres uno de los mayores tamaños entre las cucarachas. No debe ser confundida con la Blatta atropos, denominación de Guérin-Méneville para la Blaberus craniifer.

## Distribución geográfica
Se encuentra en Trinidad y Tobago y Guyana.

## Sinónimos
- Blabera fusca Brunner von Wattenwyl, 1865
- Blabera laticollis Walker, 1868